# Karl Theodor Ernst von Siebold
Karl Theodor Ernst von Siebold (Würzburg, 1804 – Monaco di Baviera, 1885) è stato uno zoologo tedesco.
Insegnante a Monaco di Baviera, fu studioso di Protozoi, che riconobbe come unicellulari, e Artropodi.
Fu inoltre il primo a capire che l'uovo è la più grande cellula esistente. Nel 1883 divenne Socio Straniero dei Lincei.

## Opere
- Karl Theodor Ernst von Siebold: Observationes de Salamandris et Tritonibus. 1828.
- Karl Theodor Ernst von Siebold: Beiträge zur Naturgeschichte der Wirbellosen Thiere. Danzig 1839.
- Karl Theodor Ernst von Siebold: Ueber die Band-und Blasenwürmer. 1854
- Karl Theodor Ernst von Siebold: Wahre Parthenogenesis bei Schmetterlingen und Bienen. 1856.
- Karl Theodor Ernst von Siebold: Die Süsswasserfische Mitteleuropas. Leipzig 1863.
- Karl Theodor Ernst von Siebold: Beiträge zur Parthenogenesis der Arthropoden. 1871.
- Karl Theodor Ernst von Siebold, Hermann Stannius: Lehrbuch der vergleichenden Anatomie der Wirbellossen Thiere.  Berlin 1845.